# Lamellibrachia juni
Lamellibrachia juni är en ringmaskart som beskrevs av Michiya Miura och Kojima 2006. Lamellibrachia juni ingår i släktet Lamellibrachia och familjen skäggmaskar. Inga underarter finns listade i Catalogue of Life.